# Meeting Areva 2011
Meeting Areva 2011 – mityng lekkoatletyczny, który odbył się 8 lipca w Paryżu. Zawody były ósmą odsłoną prestiżowej Diamentowej Ligi.

## Rezultaty

### Mężczyźni
| Konkurencja:                  | 1. miejsce                     | Rezultat | 2. miejsce            | Rezultat | 3. miejsce             | Rezultat |
| Bieg na 200 m                 | Usain Bolt                     | 20,03    | Christophe Lemaitre   | 20,21    | Darvis Patton          | 20,59    |
| Bieg na 400 m                 | Chris Brown                    | 44,94    | Jonathan Borlée       | 45,05    | Jermaine Gonzales      | 45,43    |
| Bieg na 1500 m                | Amine Laâlou                   | 3:32,15  | Asbel Kiprop          | 3:33,04  | Bernard Lagat          | 3:33,11  |
| Bieg na 3000 m z przeszkodami | Mahiedine Mekhissi-Benabbad    | 8:02,09  | Ezekiel Kemboi        | 8:07,14  | Benjamin Kiplagat      | 8:08,43  |
| Bieg na 110 m przez płotki    | Dayron Robles                  | 13,09    | David Oliver          | 13,09    | Dwight Thomas          | 13,18    |
| Skok wzwyż                    | Jaroslav Bába Aleksiej Dmitrik | 2,32     |                       |          | Iwan Uchow             | 2,30     |
| Skok o tyczce                 | Renaud Lavillenie              | 5,73     | Jérôme Clavier        | 5,63     | Konstadínos Filippídis | 5,63     |
| Skok w dal                    | Irving Saladino                | 8,40     | Christopher Tomlinson | 8,35     | Greg Rutherford        | 8,27     |
| Rzut dyskiem                  | Robert Harting                 | 67,32    | Piotr Małachowski     | 67,26    | Gerd Kanter            | 67,24    |

### Kobiety
| Konkurencja:               | 1. miejsce          | Rezultat | 2. miejsce              | Rezultat | 3. miejsce                | Rezultat |
| Bieg na 100 m              | Kelly-Ann Baptiste  | 10,91    | Veronica Campbell-Brown | 10,95    | Kerron Stewart            | 11,04    |
| Bieg na 800 m              | Caster Semenya      | 2:00,18  | Halima Hachlaf          | 2:00,60  | Jennifer Meadows          | 2:00,74  |
| Bieg na 5000 m             | Meseret Defar       | 14:29,52 | Sentayehu Ejigu         | 14:31,66 | Mercy Cherono             | 14:35,13 |
| Bieg na 400 m przez płotki | Zuzana Hejnová      | 53,29    | Kaliese Spencer         | 53,45    | Natalia Antiuch           | 54,41    |
| Trójskok                   | Yargeris Savigne    | 14,99    | Olha Saładucha          | 14,81    | Olga Rypakowa             | 14,48    |
| Pchnięcie kulą             | Valerie Adams       | 20,78    | Nadzieja Astapczuk      | 20,49    | Jillian Camarena-Williams | 20,18    |
| Rzut oszczepem             | Christina Obergföll | 68,01    | Barbora Špotáková       | 67,57    | Marija Abakumowa          | 65,12    |

## Rekordy
Podczas mityngu ustanowiono 4 krajowe rekordy w kategorii seniorów:
| Zawodnik               | Reprezentacja     | Konkurencja                | Rezultat |
| ---------------------- | ----------------- | -------------------------- | -------- |
| Chris Tomlinson        | Wielka Brytania   | skok w dal                 | 8,35     |
| Zuzana Hejnová         | Czechy            | bieg na 400 m przez płotki | 53,29    |
| Jill Camarena-Williams | Stany Zjednoczone | pchnięcie kulą             | 20,18    |
| Cleopatra Borel-Brown  | Trynidad i Tobago | pchnięcie kulą             | 19,42    |